# Phylicia Rashad
Phylicia Rashad, geboren als Phylicia Ayers-Allen (Houston, 19 juni 1948), is een Amerikaans actrice en zangeres. Ze is bekend geworden als Clair Huxtable uit The Cosby Show.

## Biografie
Rashad is de oudere zus van de actrice Debbie Allen (bekend van de televisieserie Fame). Ze bezocht de balletschool in New York en volgde acteerles aan een school die de naam universiteit mocht dragen. Ze liep toen alle deuren van Broadway plat voor een rolletje. Dat kreeg ze in de oorspronkelijke theaterproductie van The Wiz.
In 1978, het jaar waarin de filmversie van The Wiz uitkwam (met Diana Ross en Michael Jackson) , verscheen ook het albumdebuut van Rashad; Josephine Superstar vertelde het verhaal van danseres Josephine Baker onder begeleiding van discoklanken. De nummers waren geschreven en geproduceerd door Jacques Morali en Rashads tweede echtgenoot Victor Willis (leadzanger van Village People).
Later (1981-82) vertolkte ze een rol in Dreamgirls en sloot ze zich aan bij de Negro Essemble Compagny, een toneelgezelschap van uitsluitend zwarte acteurs en actrices die theater probeerden te maken voor groepen die anders nooit over de drempel van een schouwburg zouden komen.
Van 1984 tot 1992 (acht seizoenen) was Rashad in The Cosby Show te zien als Clair Huxtable, de vrouw van de door Bill Cosby gespeelde hoofdpersoon Cliff Huxtable. Ook speelde ze van 1996 tot en met 2000 het personage Ruth Lucas in de televisieserie Cosby.
In 1990 speelde ze samen met Dyan Cannon in Jailbirds, een tv-film van Burt Brinckerhoff naar een scenario van Craig Heller, Guy Shulman en Marcia Midkiff en muziek van Ken Harrison.
Voor haar rol in het toneelstuk A Raisin in the sun ontving Rashad in 2004 een Tony Award. Ze werd daarmee de eerste zwarte actrice die deze prijs won.
In 2008 stond Rashad op Broadway in een Afro-Amerikaanse productie van Cat on a Hot Tin Roof; de regie was in handen van zus Debbie.
Van 17 maart tot 1 mei 2016 was Rashad de hoofdrolspeelster in het toneelstuk Head of Passes dat in The Public Theater werd opgevoerd. Haar vertolking van Sheah werd positief onthaald door de pers.

## Filmografie

### Films
Uitgezonderd korte films.
- 1972: The Broad Coalition
- 1995: Once Upon a Time...When We Were Colored als Ma Ponk
- 1999: Loving Jezebel als Alice Melville
- 2000: The Visit als Dr. Coles
- 2010: Just Wright als Ella McKnight
- 2010: Frankie and Alice als Edna
- 2010: For Colored Girls als Gilda
- 2012: Good Deeds als Wililemma
- 2013: Gods Behaving Badly als Demeter
- 2015: Emily & Tim als Emily Hanratty
- 2015: Creed als Mary Anne Creed (Sylvia Meals vervangen in de rol)
- 2018: Creed II als Mary Anne Creed
- 2020: A Fall from Grace als Sarah Miller / Betty Mills
- 2020: Black Box als Dr. Lilian Brooks
- 2020: Soul als Libba Gardner (stem)
- 2020: Jingle Jangle: A Christmas Journey als grootmoeder Journey Jangle
- 2021: Tick, Tick... Boom! als "Sunday" Legend
- 2023: Creed III als Mary Anne Creed
- 2024: The Beekeeper als Eloise Parker

### Televisieseries
Uitgezonderd eenmalige gastrollen.
- 1983-1984: One Life to Live als Courtney Wright
- 1984-1992: The Cosby Show als Clair Huxtable
- 1985: Santa Barbara als Felicia Dalton
- 1988-1990: A Different World als Clair Huxtable
- 1994-2002: Touched by an Angel als Elizabeth Jessup
- 1996-2000: Cosby als Ruth Lucas
- 1999-2004: Little Bill als Brenda (stem)
- 2007-2014: Psych als Winnie Guster
- 2012-2013: The Cleveland Show als Dee Dee Tubbs (stem)
- 2013: Do No Harm als Dr. Vanessa Young
- 2016-2017: Jean-Claude Van Johnson als Jane
- 2016-2018: Empire als Diana DuBois
- 2017: When We Rise als Bisschop Yvette A. Flunder
- 2019-2021: David Makes Man als Dr. Woods-Trap
- 2020: 13 Reasons Why als pastoor
- 2022: The Good Fight als Renetta Clark

## Toneel
- 1974-1979: The Wiz als als Munchkin / Field Mouse
- 1981-1985: Dreamgirls als Ensemble
- 1987-1989: Into the Woods als The Witch
- 1992-1993: Jelly's Last Jam als Anita
- 1996: Blues for an Alabama Sky als Angel Allen
- 2000-2002: Blue als Peggy Clark
- 2002: Helen als Athena
- 2003-2005: Gem of the Ocean als Aunt Ester
- 2003-2004: The Story als Pat
- 2004: A Raisin in the Sun als  Lena Younger
- 2005: A Wonderful Life als Milly Bailey
- 2006: Bernarda Alba als Bernarda Alba
- 2007-2008: Cymbeline als The Queen
- 2007-2009: August: Osage County als Violet Weston
- 2008: Cat on a Hot Tin Roof als Big Mama
- 2010-2011: Every tongue confess als Mother Sister
- 2012: Their Eyes Were Watching God als vertelster
- 2016: Sunday in the Park with George als Old Lady
- 2016-2017: Head of Passes als Shelah
- 2017: A Midsummer Night's Dream als Titania
- 2020: The Night of the Iguana als Maxine Faulk
- 2021-2022: Skeleton Crew als Faye

- Bibliothèque nationale de France: cb14219043q (data)
- Gemeinsame Normdatei: 140868704
- International Standard Name Identifier: 0000 0001 1483 184X
- Library of Congress Control Number: no97049458
- MusicBrainz: 3998d125-68ec-4c6e-9f57-adf234cf90cc
- Nationale Bibliotheek van Tsjechië: mub2016909674
- Nationale Bibliotheek van Israël: 987007605430805171
- SNAC: w60c7w3c
- Système universitaire de documentation: 185816541
- Virtual International Authority File: 163627579
- WorldCat: E39PBJjtd9bVRq68djCxQGkRrq